# Jean Carzou

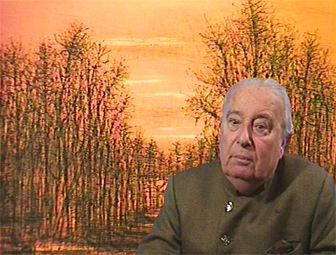
Jean Carzou (1995)

Jean Marie Carzou (eigentlich Gaṙnik Harutyuni Zulumyan bzw. Zouloumian; * 1. Januar 1907 in Aleppo, Osmanisches Reich; † 12. August 2000 in Périgueux, Aquitanien) war ein französisch-armenischer Maler und Graveur.

## Leben und Werk
Jean Carzou wurde als Sohn armenischer Eltern geboren und hatte eine Schwester. Sein Vater war Fotograf und starb, als Jean zehn Jahre alt war. Daraufhin übersiedelte die Familie nach Ägypten, wo die Familie seiner Mutter lebte. In Kairo absolvierte er das französische Lycée und studierte anschließend mit einem Stipendium von 1924 bis 1928 Architektur an der École Spéciale d’Architecture in Paris. Nach dem Diplomabschluss im Jahr 1928 beschloss er, sich der Malerei zu widmen und schrieb sich an der Académie de la Grande Chaumière ein. In dieser Zeit änderte er seinen Namen in Jean Carzou um. Seinen Lebensunterhalt verdiente er zunächst mit Zeichnungen und politischen Karikaturen für Zeitungen.
Seine Werke wurden in Paris 1930 erstmals im Salon des Indépendants ausgestellt. Nach dem Gewinn des zweiten Preises bei einem Wettbewerb folgte 1939 seine erste Einzelausstellung. Seine Werke wurden dann erfolgreich in Frankreich und international ausgestellt, auch in den USA und in der Sowjetunion.
Carzou wirkte zudem als Illustrator der Werke von zum Beispiel Ernest Hemingway, T. S. Eliot, Albert Camus, André Maurois, François Mauriac und Eugéne Ionesco. Außerdem entwarf er Bühnenbilder und Kostüme für Theater, Oper und Ballett und arbeitete dabei unter anderem für die Pariser Oper und die Comédie-Française. In der Kapelle Congrégation des dames de la présentation de Notre Dame im provançalischen Manosque am Boulevard Emenir Bourges wurde 1987 seine großflächige Gemäldeinstallation L’Apocalypse ausgestellt, die von der Stiftung Fondation Carzou finanziert und betrieben wird.

## Privates
Carzou war ab 1936 mit Jeanne Gabrielle Blanc († 1998) verheiratet, die unter dem Namen Nane Carzou mehrere Bücher schrieb, die von ihm illustriert wurden. Der gemeinsame Sohn ist der Filmregisseur, Autor und Produzent Jean-Marie Carzou (* 1938), sein Enkel ist der Journalist Louis Carzou.

## Auszeichnungen (Auswahl)
- 1949, 1951, 1955: Hallmark-Preis[1]
- 1954: Grand Prix de l’Ile de France[1]
- 1977: Mitglied der Académie des Beaux-Arts
- Offizier der Ehrenlegion[3]
- Kommandeur des Ordre des Arts et des Lettres[3]
- Kommandeur des Ordre national du Mérite[3]